# توماس كنعان
توماس كنعان (بالإنجليزية: Thomas Kenan)‏ هو سياسي أمريكي، ولد في 12 فبراير 1838، وتوفي في 23 ديسمبر 1911.